# Ropica stolata
Ropica stolata là một loài bọ cánh cứng trong họ Cerambycidae.